# Coup de foudre (film, 1983)
Pour les articles homonymes, voir Coup de foudre (homonymie) et Entre nous (homonymie).
Pour plus de détails, voir Fiche technique et Distribution.
Coup de foudre ou Entre Nous est un film français réalisé par Diane Kurys en 1983, s'inspirant de la rencontre de ses parents émigrés russes juifs dans le camp d'internement de Rivesaltes.
Diane Kurys a réalisé plusieurs films librement inspirés par la vie de ses parents, vue par la jeune Kurys et sa sœur aînée. Parmi eux (dans l'ordre narratif) : Coup de foudre (1983) — la rencontre de ses parents ; Pour une femme (2013) — leurs premières années de mariage ; La Baule-les-Pins (1990) — leur séparation ; et Diabolo menthe (1977) — les deux sœurs et leur mère en famille monoparentale.

## Synopsis
L'histoire décrit la rencontre amoureuse entre deux femmes que tout oppose, l'une artiste tourmentée, l'autre petite bourgeoise conformiste aux rêves imprécis, au lendemain d'une Seconde Guerre mondiale. Cet amour fera exploser les carcans de la société des années 50.

## Fiche technique
- Réalisation : Diane Kurys, assisté d'Emmanuel Gust
- Scénario : Diane Kurys, Alain Le Henry d'après le livre de Diane Kurys et Alain Cohen
- Photographie : Bernard Lutic
- Musique : Luis Bacalov
- Format: 2.35:1 - 35 mm couleurs - mono
- Date de sortie : 6 avril 1983
- Durée : 110 minutes
- Genre : drame

## Distribution
- Isabelle Huppert : Léna Weber
- Miou-Miou : Madeleine
- Guy Marchand : Michel Korski
- Jean-Pierre Bacri : Costa Segara
- Robin Renucci : Raymond
- Patrick Bauchau : Carlier
- Jacques Alric : M. Vernier
- Christine Pascal : Sarah
- François Cluzet : Le militaire du train
- Dominique Lavanant : L'aboyeuse de mode
- Jacqueline Doyen : Mme Vernier
- Jean-Claude de Goros : Le patron du cabaret
- Denis Lavant : Un bidasse dans le train

## Distinctions
- César du cinéma 1984 : 
  - Nomination au César de la meilleure actrice pour Miou-Miou
  - Nomination au César du meilleur film
  - Nomination au César du meilleur second rôle masculin pour Guy Marchand
  - Nomination au César du meilleur scénario original pour Diane Kurys et Alain Le Henry.
- Nomination à l'Oscar du meilleur film en langue étrangère lors de la 56e cérémonie des Oscars.
- Grand prix de la critique internationale au Festival du Cinéma de San Sebastian

## Autour du film
- Le film est tourné en partie dans les Pyrénées-Orientales à Rivesaltes[1]. Néanmoins l'essentiel du film se déroule à Lyon, ville où a grandi la réalisatrice (parc de la Tête d'Or Lyon 6°, Jardin des plantes bus 6 et place Rouville, vue sur la colline de Fourvière Lyon 1°).
- Les scènes de l'école sont tournées pendant deux jours dans l'ancienne école primaire Ferdinand Buisson de Levallois-Perret. Angèle Herry, la fille de Miou-Miou et de Patrick Dewaere est sur le plateau.
- Malgré la grande complicité qui paraît à l'écran entre Léna et Madeleine, Miou-Miou et Isabelle Huppert ont eu des rapports compliqués durant le film[2].